# Jennifer Paige
Jennifer Paige (Marietta, 3 settembre 1973) è una cantante statunitense.
È conosciuta principalmente per il suo singolo uscito nel 1998 Crush. In seguito al successo del suo primo singolo ha proseguito l'attività musicale pubblicando altri due album di inediti e una raccolta, senza però mai riuscire a bissare il successo della sua prima canzone.

## Biografia
Nata nella città di Marietta, in Georgia, vicino ad Atlanta, ha iniziato all'età di cinque anni a cantare in bar e ristoranti con il fratello Chance Scoggins. Ha continuato poi a studiare danza, arte e canto.
All'età di diciassette anni ha traslocato a Los Angeles e ha girato lo stato con la Joe's Band. Nell'agosto del 1996, si è esibita davanti a 50.000 persone allo stadio olimpico di Atlanta.

### Il successo conCrush
Il suo album di debutto, l'eponimo, Jennifer Paige è stato pubblicato nell'agosto del 1998 trascinato dal successo del singolo Crush, che ha scalato le classifiche di numerosi paesi piazzandosi al primo posto in Australia e Nuova Zelanda. L'album, nonostante il successo del primo singolo estratto, non riuscì a confermarne i risultati di vendite, rimanendo nelle parti basse delle classifiche dei paesi in cui è uscito, per l'etichetta discografica Hollywood.
Dal suo disco d'esordio erano stati estratti altri due singoli, Sober e Always You, canzoni che tuttavia non riscossero lo stesso successo di Crush, spesso non riuscendo neanche a entrare nelle classifiche.
Nell'estate del 2000 ha registrato una nuova canzone per la colonna sonora del film Autumn in New York, intitolata Beautiful.

### Positively Somewhere, il secondo album e la successiva raccolta
Il suo secondo disco, Positively Somewhere, è stato pubblicato nel 2001 sempre dalla Hollywood senza però ottenere grandi risultati di vendita. Nonostante negli Stati Uniti fosse stato promosso dal singolo These Days, per l'Europa, dove la pubblicazione del disco è avvenuta il 1º luglio 2002, è stato anticipato dal singolo Stranded, che tuttavia non ha avuto un buon riscontro di vendite entrando in classifica solo nei Paesi Bassi, senza tra l'altro raggiungere buone posizioni,, mentre ha avuto un buon riscontro radiofonico in alcuni paesi (Germania, Giappone, Italia).
In seguito al flop commerciale del suo secondo disco, l'etichetta discografica ha pubblicato nel 2003 la prima raccolta della cantante, Flowers (The Hits Collection), contenente i singoli della cantante con l'aggiunta di alcuni remix e di una traccia inedita; questa compilation, che si è rivelata un ulteriore insuccesso commerciale, non è stata promossa da nessun singolo. In seguito a questa pubblicazione, il contratto con la Hollywood, etichetta discografica che l'ha lanciata, non è stato rinnovato.

### Il ritorno conBest Kept Secret
Dopo cinque anni di assenza dalle scene musicali, la cantante è tornata in sala d'incisione per realizzare il suo terzo disco di inediti, pubblicato nell'aprile 2008 dall'etichetta discografica Glor con il titolo Best Kept Secret. Il primo singolo tratto da questo disco è stato Wasted, canzone con la quale la cantante ha partecipato, in Italia, alla nota compilation estiva Festivalbar 2008. Successivamente sono usciti i singoli Underestimated, che ha riscosso un discreto successo nei Paesi Bassi, paese nel quale è entrato in classifica e il duetto con la cantante francese di origini tunisine Lââm, insieme alla quale ha realizzato Ta Voix (The Calling), di discreto successo in Francia. Contemporaneamente alla pubblicazione della versione Deluxe del disco è uscito anche un ulteriore singolo, Beautiful Lie, duetto con Nick Carter entrato nella classifica austriaca.

### Sviluppi successivi
Nel 2010, con il cantante Coury Palermo, forma il duo The Fury (poi rinominato Paige and Palermo) che produce due canzoni.
A dicembre 2012, la cantante pubblica il suo quarto album, Holiday, composto di canzoni natalizie.

### Kickstarter
Nel 2015, aveva pubblicato "Is It Ever Enough?" sul suo canale YouTube.
Nello stesso tempo, ha lanciato una campagna di raccolta fondi per produrre il suo prossimo album Daydreamer attraverso Kickstarter.

## Discografia

### Album
- 1998 - Jennifer Paige
- 2001 - Positively Somewhere
- 2003 - Flowers The Hits Collection
- 2008 - Best Kept Secret
- 2012 - Holiday
- 2017 - Starflower

### Singoli
- 1998 - Crush
- 1999 - Sober
- 1999 - Always You
- 2000 - Beautiful
- 2001 - These Days
- 2002 - Stranded
- 2008 - Wasted
- 2008 - Underestimated
- 2008 - Ta voix (The Calling) (con Lââm)
- 2009 - Beautiful Lie (con Nick Carter)
- 2014 - Everything is better